# Эджли (аэропорт)
Муниципальный аэропорт Эджли (англ. Edgeley Municipal Airport), (FAA LID: 51D) — государственный гражданский аэропорт, расположенный в 1,6 километрах к юго-западу от центрального делового района города Эджли (Северная Дакота), США.

## Операционная деятельность
Муниципальный аэропорт Эджли занимает площадь в 38 гектар, расположен на высоте 488 метров над уровнем моря и эксплуатирует одну взлётно-посадочную полосу:
- 14/32 размерами 1097 x 18 метров с асфальтовым покрытием.

За период с 25 сентября 2000 года по 25 сентября 2001 года Муниципальный аэропорт Эджли обработал 230 операций взлётов и посадок воздушных судов, из них 87 % пришлось на авиацию общего назначения, 9 % — на рейсы аэротакси, и 4 % составили рейсы военной авиации.